# Алексий (Ржаницын)
Архиепископ Алекси́й (в миру Руфин Иванович Ржаницын; ок. 1812, село Архангельское (или деревня Кубеница), Кадниковский уезд, Вологодская губерния — 9 (21) июня 1877, Тверь) — епископ Русской православной церкви, архиепископ Тверской и Кашинский, российский богослов и проповедник, магистр Московской духовной академии, с 1847 по 1853 год — её ректор.

## Биография
Родился в семье протоиерея.
Окончил Кадниковское духовное училище, в 1834 году закончил Вологодскую духовную семинарию, учился в Московской духовной академии. Будучи студентом, 12 ноября 1837 года пострижен в монашество Филаретом (Дроздовым) с именем Алексий, 13 ноября 1837 года рукоположён в сан иеродиакона, 29 июня 1838 года в сан иеромонаха.
По окончании Московской духовной академии со степенью кандидата богословия 22 августа 1838 года, был определён инспектором Московской духовной семинарии и преподавателем философии. С августа 1841 года он определён профессором Священного писания, церковной истории, археологии и канонического права в высшем отделении семинарии.
С конца декабря 1842 года — ректор Московской духовной семинарии с занятием класса богословских наук и с возведением 14 февраля 1843 года в сан архимандрита, настоятеля Заиконоспасского московского монастыря, в котором находилась в те годы семинария.

С февраля 1847 года — ректор Московской духовной академии и профессор богословских наук.
25 августа 1853 года наречён и 20 сентября 1853 года хиротонисан в сан епископа Дмитровского, викария Московской епархии, с управлением Саввино-Сторожевским монастырем.
С 1857 по 1860 годы — епископ Тульский и Белёвский.
С 29 августа 1860 года — епископ Таврический.
28 ноября 1867 года перемещён на Рязанскую и Зарайскую кафедру с возведением в сан архиепископа. По его инициативе состоялась реставрация и переустройство кафедрального собора Рождества Христова. Внутреннее украшение храма выполнил художник церковной живописи Н. В. Шумов.
С 9 сентября 1876 года — архиепископ Тверской и Кашинский.
Скончался 9 июня 1877 года от паралича, в Твери в своём рабочем кабинете. Отпевание совершил еп. Ладожский Ермоген (Добронравин). Погребён 13 июня того же года в склепе под соборным храмом в Тверском Загородном Трёхсвятском монастыре, усыпальнице многих тверских архиереев.

## Сочинения
- О лице Господа и Спасителя нашего Иисуса Христа. М., 1847;
- Ветхозаветное учение о таинстве Пресвятой Троицы // ПрТСО. 1848. Ч. 8. С. 192—251;
- О таинстве Креста Христова // Там же. 1848. Ч. 7. С. 151—220;
- О Преблагословенной Деве — Матери Господа нашего Иисуса Христа. М., 1848;
- Об ангелах-хранителях. М., 1849.
- Речь, произнесенная в Московской Святейшего Синода конторе бывшим Ректором Московской Академии, Московского ставропигиального Заиконоспасского монастыря Архимандритом Алексием, по наречении его в сан Епископа Дмитровского, Викария Московской Митрополии, сентября 18 дня, 1853 года // Прибавления к Творениям св. Отцов, 3 № 12 (1853) 4